# KTFN
El canal 65 de El Paso, más conocido por su indicativo KTFN, es una estación de televisión abierta estadounidense afiliada a la cadena UniMás. Es propiedad de Entravision Communications, empresa que también es dueña del canal 26 de la misma ciudad (más conocida por su indicativo KINT-TV).
Posee sus estudios en North Mesa Street/Highway 20 en la zona noroeste de El Paso. Su antena transmisora se encuentra en la cima de la Sierra de los Mansos en las afueras de la ciudad.

## Televisión digital
Dadas las ventajas que ofrece la TDT, KTFN transmite 2 subcanales más en el canal 51.
| Canal | Video | Aspecto | Formato | Indicativo | Cadena de TV | Programación                         |
| ----- | ----- | ------- | ------- | ---------- | ------------ | ------------------------------------ |
| 65.1  | 1080i | 16:9    | HD      | KTFN-HD    | UniMÁS       | Programación principal de KTFN en HD |

### Conversión analógica a digital
Hasta el 12 de junio de 2009, la emisora transmitía de forma analógica por el canal 65 de la banda UHF de El Paso. En esa fecha, cesó sus emisiones analógicas para transmitir exclusivamente en la televisión digital terrestre (TDT), puesto que por mandato federal, las estaciones de alta potencia en Estados Unidos tenían hasta ese día para realizar el apagón analógico. La emisora siguió transmitiendo de forma digital en el canal 55 UHF como ya lo venía haciendo desde antes de la transición. En la TDT, emplea el canal virtual 65.1
El Canal 65, el mismo dia del apagón, reemplazó su programación en su señal analógica con una pancarta en la que informaba a su audiencia sobre la transición digital y brindaba un listado de opciones a sus usuarios para que puedan seguir sintonizando la emisora. Esta pancarta, que se encontraba en español, también se podía visualizar en el Canal 36 (KINT-TV), y permaneció al aire hasta las 11.59 pm, cuando ambas señales analógicas fueron eliminadas permanentemente.